# Jurij Filatow
Jurij Mykolajowytsch Filatow (ukrainisch Юрій Миколайович Філатов; * 30. Juli 1948 in Nowa Uschyzja, Ukrainische SSR) ist ein ehemaliger sowjetischer Kanute aus der Ukraine.

## Karriere
Jurij Filatow nahm bei seinem Olympiadebüt 1972 in München am Wettbewerb im Vierer-Kajak teil und erreichte gemeinsam mit Jurij Stezenko, Wolodymyr Morosow und Waleri Didenko auf der 1000-Meter-Strecke jeweils als Gewinner ihres Vorlaufs und Halbfinallaufs das Finale. Dieses schlossen sie mit einer Rennzeit von 3:14,02 Minuten vor den Mannschaften aus Rumänien und Norwegen auf dem ersten Platz ab und wurden damit Olympiasieger.
Bei den Olympischen Spielen 1976 in Montreal gehörte Filatow erneut zum sowjetischen Aufgebot im Vierer-Kajak, dessen Besetzung im Vergleich zum Olympiasieg 1972 zum Teil verändert wurde. Während Wolodymyr Morosow erneut dabei war, gehörten diesmal auch Sergei Tschuchrai und Alexander Degtjarjow zur Mannschaft. Nach Rang zwei im Vorlauf und einem Sieg im Halbfinale stand Filatow in seinem zweiten olympischen Endlauf, den die sowjetische Mannschaft erneut für sich entschied. In 3:08,69 Minuten setzten sie sich um 26 Hundertstelsekunden gegen Spanien durch, Dritter wurde das DDR-Team mit einem Rückstand von 2,1 Sekunden.
Weitere Erfolge erzielte Filatow im Vierer-Kajak über 1000 Meter auch bei Weltmeisterschaften. Mit diesem wurde er 1970 in Kopenhagen und 1971 in Belgrad jeweils Weltmeister, in den Jahren 1973 in Tampere und 1974 in Mexiko-Stadt belegte er mit der Mannschaft den zweiten Platz.